# Der Prinz im Bärenfell
Der Prinz im Bärenfell ist ein deutscher Märchenfilm von Bodo Fürneisen aus dem Jahr 2015. Als Vorlage diente das Grimmsche Märchen Der Bärenhäuter. Der Rundfunk Berlin-Brandenburg produzierte das Werk in Koproduktion mit dem Saarländischen Rundfunk für die ARD-Reihe Sechs auf einen Streich.

## Handlung
Prinz Marius ist eitel und unwillig sich zu binden. Seine tägliche Körperpflege geht ihm über alles. Bei einem Ausritt gerät er in eine Falle des Teufels. Für seine Freiheit muss er allerdings einen Pakt mit dem Teufel eingehen: Bis zur Tag-und-Nacht-Gleiche muss er eine Frau finden, die ihn trotz seines Aussehens wahrhaftig liebt. Angeberisch behauptet Marius, dass dies ein leichtes sei. Doch der Teufel will seine Seele unbedingt haben und verwandelt ihn in einen Menschen mit Bärenfell. Ein goldener Ring besiegelt den Pakt. Tiere und Menschen flüchten vor ihm, auch seines Geruchs wegen, und selbst sein Vater erkennt ihn nicht. Dieser glaubt sogar, das Untier habe seinem Sohn etwas angetan und lässt mit Belohnung Jagd auf ihn machen. So zieht sich Marius in den Wald zurück. Eines Tages stiehlt er auf einem Bauernhof Brot. Dabei begegnete ihm Elise, welche auf dem Hof für ihre Tante Hedwig arbeitet. Sie merkt, dass er kein böses und gefährliches Tier ist. Doch wird Marius bei diesem Diebstahl von Kilian, dem Sohn Tante Hedwigs, angeschossen und flüchtet in den Wald. In der folgenden Nacht wird er von Elise gesucht, gefunden und in der Scheune versteckt, wo sie ihn gesund pflegt. Als die Tante ihn entdeckt, muss der Prinz im Bärenfell erneut fliehen. Elise hilft ihm bei der Flucht. Beim Abschied merkt Elise, dass sie sich verliebt hat und so zerbricht Marius den goldenen Ring und gibt Elise eine Hälfte. Der Bann ist gebrochen. Als Prinz kehrt Marius wieder auf den Bauernhof zurück, um Elise als Frau heimzuführen. Diese erkennt ihn zunächst nicht, sagt, sie liebe einen anderen. Dann zeigt er ihr jedoch seine Hälfte des Ringes und er nimmt sie mit zu sich auf das Schloss.

## Dreharbeiten, Veröffentlichung
Die Dreharbeiten fanden vom 2. Juni 2015 bis zum 23. Juni 2015 unter anderem in Potsdam auf dem Belvedere auf dem Pfingstberg, im Berliner Stadtbad Neukölln und im Kleinen-Spreewald-Park statt. Die Fernseh-Erstausstrahlung erfolgte am 26. Dezember 2015 im Weihnachtsprogramm der ARD. Am 3. Dezember 2015 erschien die DVD bei EuroVideo GmbH.

## Kritik
Rainer Tittelbach bei Tittelbach.tv meint: „Der Märchenfilm ist nicht nur reich an Handreichungen in Sachen Moral, er ist auch dramaturgisch und filmästhetisch nicht ohne Raffinesse. Der Schauplatz schenkt dem Film viel von seiner Atmosphäre: der Spreewald ist geradezu ein Sinn-Bild für eine märchenhafte Landschaft. Alle Gewerke haben gute Arbeit geleistet. Und Witz bis hin zu leiser Ironie & Selbstreferentialität hat das Ganze auch.“